# Wadym Schewtschenko
Wadym Wiktorowytsch Schewtschenko (ukrainisch Вадим Вікторович Шевченко; * 12. August 1956; † 18. April 2023) war ein sowjetisch-ukrainischer Fußballspieler und -schiedsrichter. 

## Sportlicher Werdegang
Schewtschenko entstammt der Jugend von Dynamo Kiew und spielte in den 1970er und 1980er Jahren vornehmlich in der regionalen Meisterschaft der Ukrainischen Sowjetrepublik, wo er für Krywbas Krywyj Rih, Awanhard Riwne und ZSKA Kiew auflief. 1982 wechselte er zum usbekischen Klub Paxtakor Taschkent in die Wysschaja Liga, wo er zwei Spielzeiten aktiv war. Anschließend kehrte er in die Ukraine zurück, wo er bei Nywa Ternopil seine Karriere ausklingen ließ.
Nach seinem Rücktritt als Spieler wurde Schewtschenko Schiedsrichter und leitete Spiele unter anderem in der Wysschaja Liga sowie nach dem Zerfall der Sowjetunion in der Premjer-Liha. 1991 leitete er das Hinspiel im Finalduell um den Fußballpokal der Ukrainischen Sowjetrepublik – Vorgänger des nach der Unabhängigkeit 1992 erstmals ausgetragenen ukrainischen Landespokals –  zwischen dem FK Temp Schepetiwka und seinem Ex-Klub als Spieler Weres Riwne. Anfang der 1990er Jahre gehörte er zudem zeitweise zu den FIFA-Schiedsrichtern und pfiff unter anderem Länderspiele im Rahmen der Qualifikation zur WM-Endrunde 1994.